# Mewen Tomac
Mewen Tomac (Évreux, 11 de septiembre de 2001) es un deportista francés que compite en natación, especialista en el estilo espalda.
Ganó una medalla de bronce en el Campeonato Mundial de Natación en Piscina Corta de 2024, cuatro medallas en el Campeonato Europeo de Natación en Piscina Corta de 2023.
Participó en dos Juegos Olímpicos de Verano, en los años 2020 y 2024, ocupando el cuarto lugar en París 2024, en la prueba de .

## Palmarés internacional
| Campeonato Mundial en Piscina Corta | Campeonato Mundial en Piscina Corta | Campeonato Mundial en Piscina Corta | Campeonato Mundial en Piscina Corta |
| Año                                 | Lugar                               | Medalla                             | Prueba                              |
| ----------------------------------- | ----------------------------------- | ----------------------------------- | ----------------------------------- |
| 2024                                | Budapest (Hungría)                  | Medalla de bronce                   | 200 m espalda                       |
| Campeonato Europeo en Piscina Corta |                                     |                                     |                                     |
| Año                                 | Lugar                               | Medalla                             | Prueba                              |
| 2023                                | Otopeni (Rumania)                   | Medalla de oro                      | 50 m espalda                        |
| 2023                                | Otopeni (Rumania)                   | Medalla de oro                      | 100 m espalda                       |
| 2023                                | Otopeni (Rumania)                   | Medalla de plata                    | 4 × 50 m estilos mixto              |
| 2023                                | Otopeni (Rumania)                   | Medalla de bronce                   | 200 m espalda                       |